# Vidole sothoana
Vidole sothoana is een spinnensoort uit de familie Phyxelididae. De soort komt voor in Zuid-Afrika.